# Rogen-moréna

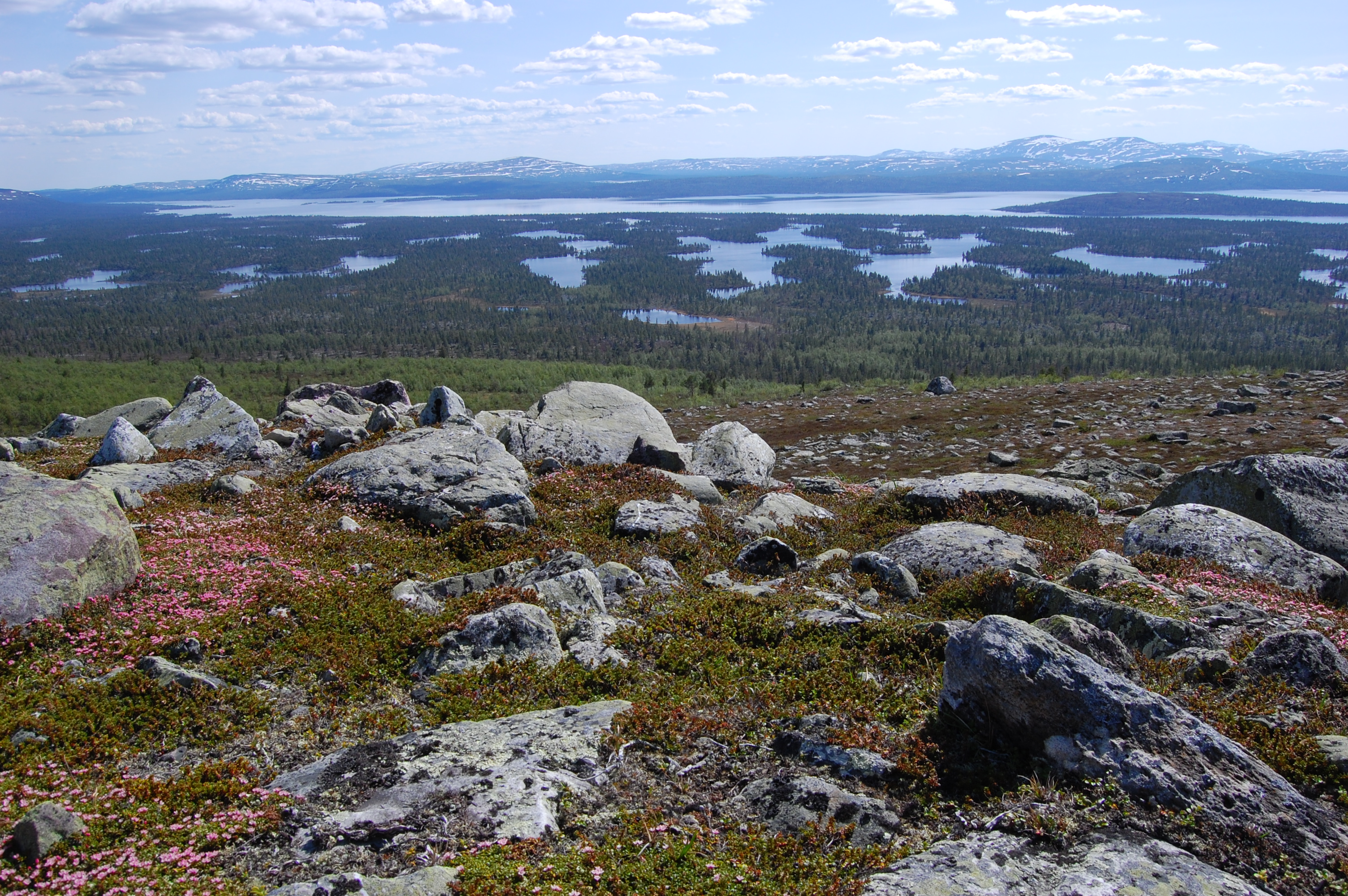
A svédországi Rogen-tó; a tavacskák között futó párhuzamos hátak a Rogen-morénák

A Rogen-morénák vagy bordás morénák a belföldi jégtakaró alatt létrejött, annak mozgási irányára merőlegesen futó morénák. Nevüket a Jan Lundqvist svéd kutatótól kapták 1969-ben, aki  svédországi Rogen-tó mellett tanulmányozta ezeket a képződményeket. Ennek a morénatípusnak a magassága eléri a 30 métert, az egyes vonulatok hossza pedig az öt kilométert. A morénasorok egymással párhuzamosan települtek, gerincvonalak távolsága 300 méter és 100 méter között változik. A Rogen-morénák anyaga rosszul osztályozott köves-kavicsos anyag. Egyes morénavonulatokon hatalmas vándorköveket láthatunk, amelyek a Würm-glaciális végéhez közeledve az elolvadó jégtakaróból kerültek a domb felszínére.
A Rogen-morénák a mozgó belföldi jég alatt keletkeztek, a jégtakaró ún. külső átmeneti zónájában, nem sokkal az olvadási zóna kezdete előtt. Kialakulásuk a leginkább elfogadott magyarázat szerint a belföldi jég meg-megakadó mozgásának köszönhető. A kutatók úgy vélik, hogy az újból mozgásba jövő jégfolyam feltorlaszolta a földfelszínen felhalmozott kőzettörmeléket, majd egyszerűen átbukott rajta. Egy másik magyarázat szerint a mozgó jég egy korábbi glaciális által hátrahagyott morénákat formált át.
A Rogen-morénák Skandináviában, Labradorban és Québec tartományban találhatóak.